# Anatolij Vlasov
Anatolij Aleksandrovič Vlasov (20 agosto 1908 – 22 dicembre 1975) è stato un fisico russo.
Ha avuto un importante rilievo nel campo della meccanica statistica, della cinetica e in particolare nella fisica del plasma.
Anatolij Vlasov è nato a Balašov, nella famiglia di un steamfitter. Nel 1927 entrò all'Università statale di Mosca (MSU) e si laureò alla MSU nel 1931. Dopo la laurea, Vlasov continuò a lavorare nella MSU, dove trascorse tutta la sua vita, collaborando con i Nobel Pëtr Kapica, Lev Landau e altri importanti fisici. Divenne professore ordinario presso l'Università statale di Mosca nel 1944 ed è stato capo del dipartimento di fisica teorica presso la Facoltà di fisica dell'Università statale di Mosca dal 1945 al 1953. Nel 1970 ha ricevuto il Premio Lenin.
I suoi lavori principali riguardano l'ottica, la fisica del plasma , la fisica dei cristalli, la teoria della gravitazione e la fisica statistica.
In ottica ha analizzato, in parte con Vasilij Fursov, l'allargamento della riga spettrale nei gas a grandi densità (1936-1938). Un nuovo suggerimento in questi lavori è stato quello di utilizzare interazioni collettive a lungo raggio tra atomi per una corretta descrizione dell'allargamento delle righe spettrali a grandi densità.
Vlasov divenne famoso in tutto il mondo per il suo lavoro sulla fisica del plasma (1938). Ha mostrato che l'equazione di Boltzmann non è adatta per una descrizione della dinamica del plasma a causa dell'esistenza di forze collettive a lungo raggio nel plasma. Invece, è stata suggerita un'equazione nota ora come equazione di Vlasov per la corretta descrizione che tenga conto delle forze collettive a lungo raggio attraverso un campo autoconsistente. Il campo è determinato prendendo i momenti della funzione di distribuzione descritta nell'equazione di Vlasov per calcolare sia la densità di carica che la densità di corrente. Accoppiato con le equazioni di Maxwell, il sistema risultante di equazioni differenziali è ben posto a condizione che vengano fornite le condizioni iniziali corrette e le condizioni al contorno.